# Højdespring (atletik)
| Højdespring                                      |                            |                            |        |
| Canadieren Nicole Forrester under et højdespring |                            |                            |        |
| Verdensrekorder                                  |                            |                            |        |
|                                                  | Javier Sotomayor (1993)    | Javier Sotomayor (1993)    | 2,45 m |
|                                                  | Jaroslava Mahutjikh (2024) | Jaroslava Mahutjikh (2024) | 2,10 m |
| Øvrige rekorder                                  |                            |                            |        |
|                                                  | Danmark                    | 2,28 m                     | 1,94 m |
|                                                  | Olympisk                   | 2,39 m                     | 2,06 m |
|                                                  | Europa                     | 2,42 m                     | 2,10 m |
|                                                  | Afrika                     | 2,38 m                     | 2,06 m |
|                                                  | Asien                      | 2,39 m                     | 1,97 m |
|                                                  | Nordamerika                | 2,45 m                     | 2,04 m |
|                                                  | Sydamerika                 | 2,33 m                     | 1,96 m |
|                                                  | Oceanien                   | 2,36 m                     | 1,98 m |
| Rekorderne blev sidst opdateret 5. december 2010 |                            |                            |        |

Højdespring er en springdisciplin i atletik. Et tilløb efterfølges af et afsæt på ét ben og et spring over en vandret overligger, som deltagerne uden brug af hjælpemidler skal forsøge at passere uden at rive ned. Deltagerne springer på højder, som på forhånd er fastlagt af arrangørerne og kan fortsætte, indtil de har haft tre ugyldige forsøg i træk.
Disciplinen har været kendt siden oldtiden, hvor der i Grækenland blev dystet under olympiske lege. 
I de forgangne 100 år har højdespring gennemgået en enorm teknisk udvikling, og i nutiden er den såkaldte Fosbury flop-teknik den mest udbredte teknik. Denne optræder i flere varianter.
Den eksisterende verdensrekord for mænd blev sat i 1993 af Javier Sotomayor fra Cuba og lyder på 2,45 m, mens kvindernes rekord er sat af Jaroslava Mahutjikh fra Ukraine med 2,10 m i 2024.

## Regler

### Springform
Der skal sættes af på én fod.

### Banen og overligger
Konkurrencer i højdespring skal foregå på særlige springbaner indrettet i overensstemmelse med gældende bestemmelser. Springstøtternes udliggere, som skal bære overliggeren, skal vende mod hinanden, og overliggeren skal hvile på dem på en sådan måde, at den let falder ned – fremad eller bagud – hvis den berøres af deltageren.

### Springhøjder
En konkurrence indledes med, at overliggeren placeres på en på forhånd besluttet minimumshøjde. Deltagerne vælger selv, om de ønsker at forsøge sig på denne højde eller på nogen af de efterfølgende højder. Når alle, der ønsker det, har sprunget på en bestemt højde, øges overliggerens højde. Medmindre der kun er én deltager tilbage, må overliggeren ikke hæves mindre end 2 cm efter afslutningen af hver omgang, og endvidere må intervallet for hævningen af overliggeren ikke forøges.
Konkurrencen fortsætter, indtil alle deltagere har haft tre forfejlede forsøg i træk. Selv om alle andre deltagere er udgået af konkurrencen, har en deltager ret til at fortsætte, indtil vedkommende taber retten til yderligere forsøg. Når deltageren har vundet konkurrencen (dvs. der kun er én deltager tilbage, der har flere forsøg), skal de højder vedkommende skal springe på, afgøres efter samråd mellem lederen for spring og deltageren. I de tilfælde, hvor højdespring indgår som et led i mangekamp, skal der dog altid springes med de fastlagte 3 cm-intervaller.

### Forfejlede forsøg
Det noteres som et forfejlet forsøg, hvis:
- overliggeren ikke bliver liggende på udliggerne efter springet,
- deltageren med nogen del af legemet berører jorden eller landingsområdet på den anden side af det lodrette plan mellem overligger og springstøtter, eller forlængelsen af dette plan uden først at have passeret overliggeren, medmindre lederen af højdespring skønner, at dette ikke har givet deltageren nogen fordel.

Tre forfejlede forsøg, uanset på hvilken højde de indtræffer, udelukker fra videre deltagelse i konkurrencen. En deltager kan f.eks. undlade sit 2. og 3. forsøg på en højde efter at have forfejlet 1. forsøg og i stedet benytte dem på en eller to følgende højder. Hvis en deltager afstår fra et forsøg på en højde, må han/hun ikke senere springe på denne højde.

### Tid
En deltager ikke anvende mere end 1 minut på et forsøg. Tiden regnes fra det øjeblik, deltageren bliver kaldt frem. Når der er to eller tre deltagere tilbage i konkurrencen, må deltagerne benytte 1½ minut til udførelsen af hvert forsøg. Når der er en enkelt deltager tilbage, må denne benytte 3 minutter.

### Afgørelsen af en konkurrence
For at afgøre, hvem af et antal deltagere der er den bedste i en højdespringskonkurrence, skal alle disse deltagere være ude af konkurrencen, dvs. hver have haft tre forfejlede forsøg i træk. Hvis det bedste korrekt gennemførte forsøg for én af disse deltagere er på en større højde end det bedste forsøg for de øvrige, bliver førstnævnte bedst placeret.
Har to eller flere deltagere sprunget lige højt, afgøres placeringen således:
1. Den deltager, som har færrest antal forsøg på den højde, på hvilken det uafgjorte resultat indtræffer, placeres først.
2. Hvis konkurrencen stadig er uafgjort, skal den deltager, som har færrest antal forfejlede forsøg gennem konkurrencen op til og inklusiv den sidst klarede højde, placeres først.
3. Hvis konkurrencen stadig er uafgjort, placeres de pågældende deltagere lige, såfremt der ikke er tale om afgørelse af førstepladsen.

Ved afgørelse af førstepladsen i tilfælde, hvor to eller flere deltagere har sprunget lige højt og der ikke har kunnet træffes nogen afgørelse, foretages der omspringskonkurrence. De pågældende deltagere får så et spring mere på den højde, de ikke klarede, og såfremt der ikke er tale om samme højde, dvs. en deltager har undladt forsøg på følgende højde, skal omspringet ske på den laveste. Hvis kun en af deltagerne klarer højden, er vedkommende vinder af konkurrencen.
Såfremt der ikke opnås nogen afgørelse, skal overliggeren hæves eller sænkes 2 cm afhængigt af, om deltageren har klaret den forudgående højde eller ej. Deltagerne skal springe ét spring på hver højde, indtil en afgørelse foreligger. Alle deltagere noteres for deres bedste spring i hele konkurrencen, inkl. resultater opnået i omspringskonkurrence.

## Udstyr
I lighed med de mange andre af atletikkens discipliner anvender udøverne pigsko. I denne disciplin er skoene udover de sædvanlige pigge under forfoden også udstyret med pigge på hælen. Endvidere er sålen normalt uhyre stiv. Derudover anvendes almindelig sportsbeklædning, typisk sportsbluse og shorts.

## Historie
Højdespring har gennem årtierne været udført med en række vidt forskellige teknikker kendt under navne som saksespring, "Eastern Cut-off", "Western Roll" og væltespring, der har haft hver deres glansperiode.

### Saksespring
De tidligste højdespringere anvendte denne teknik, som den dag i dag ofte anvendes som introduktion til højdespring. Fra et skråt tilløb sættes af på det yderste ben, og svingbenet løftes strakt over, hvorefter det strakte afsætsben følger efter i en sakselignende bevægelse.

### Eastern Cut-Off
Denne teknik var næste trin i udviklingen, da den omkring 1900 dukkede op som en videreudvikling af saksespring. Afsættet foregår på samme måde som i saksespring, hvorefter springeren i luften læner sig bagover og passerer overliggeren liggende parallelt med denne.
Tilløbet var også det samme som i saksespring.
John Winter, guldmedaljør på OL 1948, og franskmanden Georges Damitio var de to sidste som brugte denne teknik på internationalt niveau. Ved OL i 1948 var de de to eneste af de 26 deltagere som stadig brugte Eastern Cut-Off teknikken.

### Western Roll
Få år senere skete den første større omvæltning i højdespringsteknik. Western Roll introducerede afsæt på det inderste ben efter et skråt tilløb. Svingbenet førtes strakt mod overliggeren, hvorefter kroppen passerede overliggeren sideliggende parallelt med denne.

### Væltespring
Omkring 2. verdenskrig begyndte man at udvikle Western Roll. Efter et skråt tilløb og afsæt på inderste ben roteres kroppen, således at springeren passerer overliggeren parallelt med denne og med maven vendt mod overliggeren.
Der eksisterede to varianter af væltespring: det parallelle væltespring og en mere dykende version. Med det parallelle væltespring passerede hoved og krop overliggeren samtidigt, John Thomas, sølvmedaljevinder i OL 1964, brugte denne teknik. Valerij Brumel, dykkede en lille smule, idet hans hoved passerede overliggeren før hans krop. Han var guldmedaljevinder ved OL 1964 som den sidste væltespringer.
Den sidste verdensrekord sat med med væltespringsteknik var Vladimir Yashtshenkos 2,34 meter i 1978. Yashtshenkos verdensrekord blev forbedret i 1980 af en "flopper", Jacek Wszola fra Polen. Det bedste resultat opnået med væltespringsteknik er 2,35 meter, som Yashtshenko sprang i Milano i 1978 da han vandt indendørs-EM.
Rosemarie Ackermann var den sidste kvinde som satte verdensrekord med med væltespringsteknik, da hun i 1977 samtidig blev den første kvinde som sprang over 2 meter. Ackermanns verdensrekord blev forbedret i 1978 af en "flopper", Sara Simeoni fra Italien. I 1976 vandt hun som den sidste væltespringer OL-guld i Montréal.
I 1967 satte Sven Breum dansk rekord med 2,09 m, som blev den sidste sat med med væltesprings teknik.
Grith Ejstrup var den sidste, der satte dansk rekord med med væltespringsteknik for kvinder, da hun sprang 1,85 m ved de danske mesterskaber 1972. Et resultat hun tangerede ved de danske mesterskaber tre år senere. Ejstrups rekord blev forbedret i 1981 af "flopperen" Dorte A. Rasmussen.
|  |  |  |  |

### Fosbury-flop
Den nu dominerende teknik Fosbury-flop-teknik tilskrives den kvindelige canadiske højdespringer Debbie Brill. Hun var den første flopspringer og tiltrak sig en del opmærksomhed ved sin bemærkelsesværdige højdespringsteknik, inden Dick Fosbury vandt højdespringskonkurrencen ved sommer-OL 1968 i Mexico City med teknikken. Den fik dermed sit store gennembrud og revolutionerede højdespring. Siden har Fosbury-flop, som teknikken kom til at hedde, udviklet sig til flere varianter. I dag opererer man således med "Speed-flop"" og "Power-flop"", som er baseret på henholdsvis fart og styrke. Fosbury-flop udføres med et kurveformet tilløb, hvor et løb vinkelret på forlængelsen af overliggeren de sidste 3-5 skridt løbes i et imaginært spor følgende en cirkels periferi. Afsættet foretages dernæst på yderste fod, mens svingbenet med bøjet knæ føres opad. Springeren roterer efter afsættet om egen længdeakse således, at overliggeren passeres med ryggen vendt mod denne.

### Sammenligning af teknikker
Der er nogen uenighed om, hvorvidt væltespring eller flop er mest effektivt. Begge har fordele og ulemper, men flop anses af de fleste som lettere at lære, især for yngre springere, og dermed er den blevet den dominerende teknik.
|  |  |

## Bedste højdespringsresultater

### Mænd, udendørs
| Placering | Højde (m) | Atlet              | Nationalitet  | Sted          | Dato              |
| --------- | --------- | ------------------ | ------------- | ------------- | ----------------- |
| 1.        | 2,45      | Javier Sotomayor   | Cuba          | Salamanca     | 23. juli 1993     |
| 2.        | 2,43      | Mutaz Essa Barshim | Qatar         | Bruxelles     | 5. september 2014 |
| 3.        | 2,42      | Patrik Sjöberg     | Sverige       | Stockholm     | 30. juni 1987     |
| 3.        | 2,42      | Bohdan Bondarenko  | Ukraine       | New York City | 14. juni 2014     |
| 5.        | 2,41      | Igor Paklin        | Sovjetunionen | Kobe          | 4. september 1985 |
| 6.        | 2,40      | Rudolf Povarnitsyn | Sovjetunionen | Donetsk       | 11. august 1985   |
| 6.        | 2,40      | Sorin Matei        | Rumænien      | Bratislava    | 20. juni 1990     |
| 6.        | 2,40      | Charles Austin     | USA           | Zürich        | 7. august 1991    |
| 6.        | 2,40      | Vjatjeslav Voronin | Rusland       | London        | 5. august 2000    |
| 6.        | 2,40      | Derek Drouin       | Canada        | Des Moines    | 25. april 2014    |
| 6.        | 2,40      | Andriy Protsenko   | Ukraine       | Lausanne      | 3. juli 2014      |

### Kvinder, udendørs
| Placering | Højde (m) | Atlet               | Nationalitet  | Sted       | Dato               |
| --------- | --------- | ------------------- | ------------- | ---------- | ------------------ |
| 1.        | 2,10      | Jaroslava Mahutjikh | Ukraine       | Paris      | 7. juli 2024       |
| 2.        | 2,09      | Stefka Kostadinova  | Bulgarien     | Rom        | 30. august 1987    |
| 3.        | 2,08      | Blanka Vlašić       | Kroatien      | Zagreb     | 31. august 2009    |
| 4.        | 2,07      | Lyudmila Andonova   | Bulgarien     | Berlin     | 20. juli 1984      |
| 4.        | 2,07      | Anna Tjitjerova     | Rusland       | Tjeboksary | 22. juli 2011      |
| 6.        | 2,06      | Kajsa Bergqvist     | Sverige       | Eberstadt  | 26. juli 2003      |
| 6.        | 2,06      | Hestrie Cloete      | Sydafrika     | Paris      | 31. august 2003    |
| 6.        | 2,06      | Jelena Slesarenko   | Rusland       | Athen      | 28. august 2004    |
| 6.        | 2,06      | Ariane Friedrich    | Tyskland      | Berlin     | 14. juni 2009      |
| 6.        | 2,06      | Marija Kutjina      | Neutral       | Lausanne   | 6. juli 2017       |
| 11.       | 2,05      | Tamara Bykova       | Sovjetunionen | Kijev      | 22. juni 1984      |
| 11.       | 2,05      | Heike Henkel        | Tyskland      | Tokyo      | 31. august 1991    |
| 11.       | 2,05      | Inha Babakova       | Ukraine       | Tokyo      | 15. september 1995 |
| 11.       | 2,05      | Tia Hellebaut       | Belgien       | Beijing    | 23. august 2008    |
| 11.       | 2,05      | Chaunté Lowe        | USA           | Des Moines | 26. juni 2010      |

### Mænd, indendørs
| Placering | Højde (m) | Atlet              | Nationalitet   | Sted         | Dato             |
| --------- | --------- | ------------------ | -------------- | ------------ | ---------------- |
| 1.        | 2,43      | Javier Sotomayor   | Cuba           | Budapest     | 4. marts 1989    |
| 2.        | 2,42      | Carlo Thränhardt   | Vesttyskland   | Berlin       | 26. februar 1988 |
| 4.        | 2,41      | Patrik Sjöberg     | Sverige        | Piræus       | 1. februar 1987  |
| 4.        | 2,41      | Mutaz Essa Barshim | Qatar          | Athlone      | 18. februar 2015 |
| 5.        | 2,40      | Hollis Conway      | USA            | Sevilla      | 10. marts 1991   |
| 5.        | 2,40      | Stefan Holm        | Sverige        | Madrid       | 6. marts 2005    |
| 5.        | 2,40      | Ivan Ukhov         | Rusland        | Piræus       | 26. februar 2009 |
| 5.        | 2,40      | Aleksej Dmitrik    | Rusland        | Arnstadt     | 8. februar 2014  |
| 9.        | 2,39      | Dietmar Mögenburg  | Vesttyskland   | Köln         | 24. februar 1985 |
| 9.        | 2,39      | Ralf Sonn          | Tyskland       | Berlin       | 1. marts 1991    |
| 9.        | 2,38      | Igor Paklin        | Sovjetunionen  | Indianapolis | 7. marts 1987    |
| 9.        | 2,38      | Gennadij Avdejenko | Sovjetunionen  | Indianapolis | 7. marts 1987    |
| 9.        | 2,38      | Steve Smith        | Storbritannien | Wuppertal    | 4. februar 1994  |
| 9.        | 2,38      | Wolf-Hendrik Beyer | Tyskland       | Weinheim     | 18. marts 1994   |
| 9.        | 2,38      | Sorin Matei        | Rumænien       | Wuppertal    | 3. februar 1995  |
| 9.        | 2,38      | Matt Hemingway     | USA            | Atlanta      | 4. marts 2000    |
| 9.        | 2,38      | Jaroslav Rybakov   | Rusland        | Stockholm    | 15. februar 2005 |
| 9.        | 2,38      | Linus Thörnblad    | Sverige        | Göteborg     | 25. februar 2007 |
| 9.        | 2,38      | Gianmarco Tamberi  | Italien        | Hustopeče    | 13. februar 2016 |
| 9.        | 2,38      | Danil Lysenko      | Rusland        | Moskva       | 29. januar 2023  |

### Kvinder, indendørs
| Placering | Højde (m) | Atlet                 | Nationalitet | Sted            | Dato             |
| --------- | --------- | --------------------- | ------------ | --------------- | ---------------- |
| 1.        | 2,08      | Kajsa Bergqvist       | Sverige      | Arnstadt        | 6. februar 2006  |
| 2.        | 2,07      | Heike Henkel          | Tyskland     | Karlsruhe       | 8. februar 1992  |
| 3.        | 2,06      | Stefka Kostadinova    | Bulgarien    | Athen           | 20. februar 1988 |
| 3.        | 2,06      | Blanka Vlašić         | Kroatien     | Arnstadt        | 6. februar 2010  |
| 3.        | 2,06      | Anna Tjitjerova       | Rusland      | Arnstadt        | 4. februar 2012  |
| 3.        | 2,06      | Jaroslava Mahutjikh   | Ukraine      | Banská Bystrica | 2. februar 2021  |
| 7.        | 2,05      | Tia Hellebaut         | Belgien      | Birmingham      | 3. marts 2007    |
| 7.        | 2,05      | Ariane Friedrich      | Tyskland     | Karlsruhe       | 15. februar 2009 |
| 7.        | 2,05      | Marija Kutjina        | Rusland      | Moskva          | 9. februar 2020  |
| 10.       | 2,04      | Alina Astafei         | Tyskland     | Berlin          | 3. marts 1995    |
| 10.       | 2,04      | Elena Slesarenko      | Rusland      | Budapest        | 7. marts 2004    |
| 10.       | 2,04      | Antonietta Di Martino | Italien      | Banská Bystrica | 9. februar 2011  |

### Danske mænd, udendørs[3]
| Placering | Højde (m) | Atlet                | År   |
| --------- | --------- | -------------------- | ---- |
| 1.        | 2,28      | Janick Klausen       | 2019 |
| 2.        | 2,27      | Michael Mikkelsen    | 1991 |
| 3.        | 2,25      | Jesper Tørring       | 1974 |
| 4.        | 2,17      | René T. Nielsen      | 1983 |
| 5.        | 2,15      | Leon Axen            | 1981 |
| 5.        | 2,15      | Sami el Nasser       | 1989 |
| 5.        | 2,15      | Lars Werge Andersen  | 1995 |
| 5.        | 2,15      | Martin Gärtner       | 1999 |
| 5.        | 2,15      | Anders Black         | 2005 |
| 10.       | 2,14      | Hans Ravn Kristensen | 1985 |

### Danske kvinder, udendørs[3]
| Placering | Højde (m) | Atlet                     | År   |
| --------- | --------- | ------------------------- | ---- |
| 1.        | 1,94      | Pia Zinck                 | 1997 |
| 2.        | 1,86      | Dorthe A. Rasmussen       | 1981 |
| 3.        | 1,85      | Grith Ejstrup             | 1972 |
| 4.        | 1,82      | Solveig Langkilde         | 1972 |
| 4.        | 1,82      | Birgitte Kulas Kristensen | 1979 |
| 4.        | 1,82      | Kathrine Nielsen          | 2001 |
| 7.        | 1,81      | Dorte Bæk Klein           | 1982 |
| 7.        | 1,81      | Charlotte Beiter          | 1991 |
| 9.        | 1,80      | Lise Wilbek               | 1976 |
| 9.        | 1,80      | Lene Demsitz              | 1984 |